# 노다정 (가라후토청)
노다정(일본어: 野田町)은 일본의 영유하의 있던, 사할린섬 마오카군에 있던 마을이다. 법적으로는 1949년 6월 1일, 국가 행정 조직법으로 인해 폐지되었다. 현재는 러시아 사할린주 체호프로 실효 지배하고 있다.

## 개요

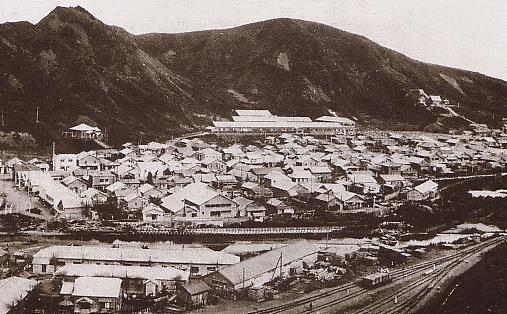
노다정의 풍경

서쪽은 타타르 해협, 북쪽으로는 도마리오루군 도마리오루정, 동쪽은 모카군 고노토라정에 접해 있다. 주요 산업은 어업과 석탄 광산이었다. 인구는 1941년 당시 7,366명이다.